# Emperatriz (série télévisée, 1990)
Cet article concerne la série télévisée vénézuélienne. Pour la série télévisée mexicaine, voir Emperatriz (série télévisée, 2011).
Pour les articles homonymes, voir Emperatriz.
Emperatriz, est une telenovela vénézuélienne diffusée en 1990 - 1991 par Venevisión.

## Distribution
- Marina Baura : Emperatriz Jurado
- Raúl Amundaray : Alejandro Magno Corona
- Eduardo Serrano : Leonidas León
- Astrid Carolina Herrera : Endrina Lander - Eugenia Sandoval
- Nohely Arteaga : Esther Lander
- Astrid Gruber : Elena Lander - Helen
- Alberto Sunshine : Anselmo Lander
- Julie Restifo : Alma Rosa Corona
- Aroldo Betancourt : Dr Ricardo Montero
- Elba Escobar : Estela "La Gata" Barroso
- Martin Lantigua : Justo Corona
- Gladys Cáceres : Bertha Guaicaipuro
- Nury Flores : Perfecta Jurado
- Arturo Peniche : David León
- Pedro Lander : Mauricio Gómez
- Betty Ruth
- Lino Ferrer : Cándido
- Fernando Flores : Manuel
- Alma Ingianni : Margot
- Eric Noriega : Urbano Guevara
- Luis Rivas : Napoleón
- Yajaira Paredes : Juana Velásquez
- Veronica Doza : Lola
- William Moreno : Benito Palermo
- Juan Carlos Gardie : Jaime Peraza
- Alberto de Mozos : Mauro
- Veronica Ortiz
- Carolina Groppusso
- Julio Pereira : Gonzalo Ustáriz
- Xiomara Blanco
- Manuel Salazar
- Lula Bertucci
- Vicky Franco
- Elizabeth López
- Graciela Alterio
- Idanis de la Cantera
- Dulce María Pilonieta : Esther Lander (Adolescence)
- Zurima Barba : Endrina Lander (Adolescence)

## Diffusion internationale
- Venevisión
- TVN

## Autres versions
- Emperatriz (2011), dirigée par Javier Patron Fox et Carlos Angel Guerra, et produit par Fides Velasco pour TV Azteca; avec Gabriela Spanic, Bernie Paz, Omar Fierro, Adriana Louvier et Marimar Vega.